# Théâtre de la Bastille
Ne doit pas être confondu avec la Comédie Bastille.
Le théâtre de la Bastille est un théâtre public situé au 76, rue de la Roquette dans le 11e arrondissement de Paris. Sa programmation est principalement consacrée au théâtre contemporain et à la danse contemporaine. Il est dirigé par Claire Dupont depuis 2023.

## Histoire

### Exploitation et direction
Le bâtiment est d'abord un petit théâtre de variétés, puis en 1912, alors que les salles se sont multipliées dans la capitale, il suit la mode et devient un cinéma de 1 000 places avec balcon sous le nom de Cyrano ou Cyrano-Roquette. 
Son exploitation en tant que cinéma prend fin en 1969, date à laquelle il revient à sa destination initiale, d'abord partiellement sous le nom de Cyrano-Théâtre (l'espace ayant été divisé en deux au niveau du balcon et une salle de 175 places, appelée Cyrano-Cinéma, ayant été aménagée dans la partie supérieure), puis définitivement avec l'arrivée en 1974 de la compagnie du théâtre Oblique. Après travaux, la salle du bas est ramenée à 250 places, celle du haut à 175. Rebaptisé théâtre de la Roquette après le départ de celle-ci en 1980, il devient en 1982 le théâtre de la Bastille dirigé par Jean-Claude Fall.

Logotype actuel du théâtre.

Dirigé de 1989 à 2022 par Jean-Marie Hordé, il est l'un des théâtres les plus novateurs de la capitale, aussi bien pour la danse que pour le théâtre. Considéré comme l'un des derniers théâtres indépendants, ce théâtre est alors de gestion privée, soutenu par l’État, la ville de Paris et la région Île-de-France. 
Il est composé d'une équipe restreinte de douze personnes et développe depuis quelques années un travail spécifique d'ateliers destiné aux lycéens et aux étudiants.
En 2023, Claire Dupont, enseignante-chercheuse à l'université Sorbonne-Nouvelle, reprend la direction. Le théâtre devient alors intégralement public, « financé par 74 % de subventions publiques – 64 % par le ministère de la Culture, 29 % par la mairie de Paris, et 6 % par la région – et disposant de 26 % de fonds propres liés aux recettes ».  

### Programmation
Parmi les artistes s'étant, à leurs débuts, produits sur la scène du théâtre de la Bastille peuvent être cités Alain Platel, Nathalie Béasse, Jan Lauwers, le Tg Stan, Raimund Hoghe, Valère Novarina ou Tiago Rodrigues. Il a été l'une des premières institutions à s'intéresser aux formes transversales du théâtre et de la danse ou à des esthétiques telles celles par exemple du théâtre du Radeau. 
Depuis 2016, sous l'impulsion de Géraldine Chaillou, le théâtre organise à plusieurs occasions une « Occupation Bastille », période de plus d'un mois durant laquelle un artiste occupe le théâtre et propose diverses créations et formes collaboratives avec le public. La première est assurée par Tiago Rodrigues, la seconde par le collectif L'Avantage du doute, et le troisième par Nathalie Béasse. 

### Direction
- Association française d'animation et de spectacles (AFAS) : 1972-1974
- Henri Ronse : 1974-1980
- Jean-Claude Fall : 1982-1988
- Jean-Marie Hordé : 1989-2022
- Claire Dupont : depuis 2023